# Pokémon X en Y
Pokémon X en Y zijn twee spellen in de Pokémonreeks van Game Freak. De spellen werden wereldwijd uitgebracht op 12 oktober 2013 en ze zijn de eerste Pokémonspellen die enkel uitgebracht werden voor de Nintendo 3DS. Het zijn tevens de eerste spellen van de zesde generatie van Pokémon.
Op 31 maart 2016 werd bekendgemaakt dat de games 14,70 miljoen keer wereldwijd waren verkocht.

## Vernieuwingen
Omdat deze nieuwe versie op de Nintendo 3DS te spelen was, zijn deze spellen als eerste beschikbaar in 3D. Ook zijn er meerdere online mogelijkheden beschikbaar gekomen, waardoor spelers makkelijker met andere spelers in contact kunnen komen, en samen activiteiten starten.